# 阿尔希波夫卡农村居民点
阿尔希波夫卡农村居民点（俄语：Архиповское сельское поселение）是俄罗斯联邦沃罗涅日州罗索希区所属的一个农村居民点。其下辖有2个居民点，行政中心为阿尔希波夫卡。据2016年统计，该农村居民点的人口为1914人。